# Oileides
Oileides este un gen de fluturi din familia Hesperiidae. 

## Specii
- Oileides amazonensis (Bell, 1947)
- O. amazonensis amazonensis Columbia
- O. amazonensis renta (Evans, 1952) Peru
- Oileides azines (Hewitson, 1867) Brazilia (Amazon), Guiana Franceză, Surinam
- Oileides fenestratus  (Gmelin, [1790]) Guiana Franceză
- Oileides vulpinus Hübner, [1825]
- O. vulpinus vulpinus Brazilia
- O. vulpinus guyanensis  (Mabille & Boullet, 1912) Guiana Franceză